# Coppa dei Campioni del Golfo 2013
La Coppa dei Campioni del Golfo 2013 è stata la 28ª edizione della coppa a cui prendono parte 12 squadre da 5 federazioni provenienti da tutto il Golfo Persico.

## Gruppi
Le squadre sono state divise in quattro gruppi da tre squadre ciascuno.
Si qualificano alla fase finale le prime due di ogni girone.
| Gruppo A                   | Gruppo B                           | Gruppo C                      | Gruppo D                     |
| -------------------------- | ---------------------------------- | ----------------------------- | ---------------------------- |
| Al-Khor Al Hala Al Ittehad | Al Salmiya Club Najran Al-Muharraq | Al-Kharitiyat Kazma Al Shabab | Al-Faisaly Busaiteen Baniyas |

## Fase a gironi

### Gruppo A
| Squadre    | P.ti | G | V | N | P | GF | GS | DR |
| ---------- | ---- | - | - | - | - | -- | -- | -- |
| Al-Khor    | 10   | 4 | 3 | 1 | 0 | 10 | 3  | +7 |
| Al Ittehad | 3    | 4 | 0 | 3 | 1 | 4  | 7  | -3 |
| Al Hala    | 2    | 4 | 0 | 2 | 2 | 5  | 9  | -4 |

|            | AKR   | AIT   | AHA   |
| ---------- | ----- | ----- | ----- |
| Al-Khor    | –     | 3 – 0 | 4 – 1 |
| Al Ittehad | 1 – 1 | –     | 2 – 2 |
| Al Hala    | 1 – 2 | 1 – 1 | –     |

### Gruppo B
| Squadre         | P.ti | G | V | N | P | GF | GS | DR |
| --------------- | ---- | - | - | - | - | -- | -- | -- |
| Al-Muharraq     | 9    | 4 | 3 | 0 | 1 | 7  | 3  | +4 |
| Najran          | 6    | 4 | 2 | 0 | 2 | 6  | 6  | 0  |
| Al Salmiya Club | 3    | 4 | 1 | 0 | 3 | 1  | 5  | -4 |

|                 | ASL   | AMU   | NAJ   |
| --------------- | ----- | ----- | ----- |
| Al Salmiya Club | –     | 1 – 0 | 0 – 3 |
| Al-Muharraq     | 1 – 0 | –     | 3 – 0 |
| Najran          | 1 – 0 | 2 – 3 | –     |

### Gruppo C
| Squadre       | P.ti | G | V | N | P | GF | GS | DR |
| ------------- | ---- | - | - | - | - | -- | -- | -- |
| Al-Kharitiyat | 10   | 4 | 3 | 1 | 0 | 11 | 5  | +6 |
| Kazma         | 4    | 4 | 1 | 1 | 2 | 6  | 7  | -1 |
| Al Shabab     | 3    | 4 | 1 | 0 | 2 | 3  | 8  | -5 |

|               | AKR   | ASB   | KAZ   |
| ------------- | ----- | ----- | ----- |
| Al-Kharitiyat | –     | 4 – 0 | 2 – 2 |
| Al Shabab     | 0 – 2 | –     | 2 – 1 |
| Kazma         | 2 – 3 | 1 – 0 | –     |

### Gruppo D
| Squadre    | P.ti | G | V | N | P | GF | GS | DR |
| ---------- | ---- | - | - | - | - | -- | -- | -- |
| Al-Faisaly | 8    | 4 | 2 | 2 | 0 | 6  | 5  | +1 |
| Baniyas    | 5    | 4 | 1 | 2 | 1 | 6  | 6  | 0  |
| Busaiteen  | 2    | 4 | 0 | 2 | 2 | 1  | 3  | -2 |

|            | AFA   | BAN   | BUS   |
| ---------- | ----- | ----- | ----- |
| Al-Faisaly | –     | 4 – 3 | 0 – 0 |
| Baniyas    | 1 – 1 | –     | 0 – 0 |
| Busaiteen  | 0 – 1 | 1 – 2 | –     |

## Fase Finale

### Quarti di Finale
| Squadra 1      | Risultato        | Squadra 2          |
| -------------- | ---------------- | ------------------ |
| Al-Faisaly     | 0 - 2            | Najran             |
| Al-Muharraq    | 1 - 1 (3-4 rig.) | Baniyas            |
| Al-Khor        | 4 - 1            | Kazma              |
| Al-Kharitiyath | 3 - 1            | Al-Ittihad Salalah |

| Al Majma'ah 22 aprile 2013, ore 15:45                            | Al-Faisaly | 0 – 2 referto                  | Najran | Prince Salman Bin Abdulaziz Sport City Stadium |
| \| \| \| \| \| \| Marcatori \| 70’ Al Dardour 82’ (rig.) Ayan \| |            |                                |        |                                                |
|                                                                  |            |                                |        |                                                |
|                                                                  | Marcatori  | 70’ Al Dardour 82’ (rig.) Ayan |        |                                                |

| Riffa 23 aprile 2013, ore 15:45 | Al-Muharraq          | 1 – 1 (d.t.s.) referto                | Baniyas | Bahrain National Stadium |
| \| \| \| \| \| Ogba 57’ \| Marcatori \| 73’ Wilhelmsson \| \| Saeed Almishakhis Abdulhamid Ali Ahmed Jaffer \| Tiri di rigore 3 – 4 \| Abdulrahman Jaber Mubarak Wilhelmsson \| |                      |                                       |         |                          |
| |                      |                                       |         |                          |
| Ogba 57’ | Marcatori            | 73’ Wilhelmsson                       |         |                          |
| Saeed Almishakhis Abdulhamid Ali Ahmed Jaffer | Tiri di rigore 3 – 4 | Abdulrahman Jaber Mubarak Wilhelmsson |         |                          |

| Al Khor 23 aprile 2013, ore 15:45                                                             | Al-Khor   | 4 – 1 referto | Kazma | Stadio Al-Khawr |
| \| \| \| \| \| Awal 20’ Abdu 31’ Madson 70’ Bruno Mineiro 80’ \| Marcatori \| 90’ Al Hamad \| |           |               |       |                 |
|                                                                                               |           |               |       |                 |
| Awal 20’ Abdu 31’ Madson 70’ Bruno Mineiro 80’                                                | Marcatori | 90’ Al Hamad  |       |                 |

| Doha 24 aprile 2013, ore 15:45                                                    | Al-Kharitiyath | 3 – 1 referto | Al-Ittihad Salalah | Qatar SC Stadium |
| \| \| \| \| \| Al-Yazeedi 37’ Al Ansari 46’ Kébé 52’ \| Marcatori \| 72’ Saeed \| |                |               |                    |                  |
|                                                                                   |                |               |                    |                  |
| Al-Yazeedi 37’ Al Ansari 46’ Kébé 52’                                             | Marcatori      | 72’ Saeed     |                    |                  |

### Semifinali
| Squadra 1 | Totale | Squadra 2      | Andata | Ritorno |
| --------- | ------ | -------------- | ------ | ------- |
| Baniyas   | 2-1    | Najran         | 0-1    | 2-0     |
| Al-Khor   | 3-1    | Al-Kharitiyath | 1-0    | 2-1     |

#### Andata
| Najran 1º maggio 2013, ore 15:45                | Najran    | 1 – 0 referto | Baniyas | Al Akhdoud Club Stadium |
| \| \| \| \| \| Al Hamsal 13’ \| Marcatori \| \| |           |               |         |                         |
|                                                 |           |               |         |                         |
| Al Hamsal 13’                                   | Marcatori |               |         |                         |

| Doha 2 maggio 2013, ore 18:00                       | Al-Kharitiyath | 0 – 1 referto     | Al-Khor | Lekhwiya Sports Stadium |
| \| \| \| \| \| \| Marcatori \| 52’ Bruno Mineiro \| |                |                   |         |                         |
|                                                     |                |                   |         |                         |
|                                                     | Marcatori      | 52’ Bruno Mineiro |         |                         |

#### Ritorno
| Abu Dhabi 8 maggio 2013, ore 15:30                            | Baniyas   | 2 – 0 referto | Najran | Baniyas Stadium |
| \| \| \| \| \| Senghor 18’ Aboutrika 90+5’ \| Marcatori \| \| |           |               |        |                 |
|                                                               |           |               |        |                 |
| Senghor 18’ Aboutrika 90+5’                                   | Marcatori |               |        |                 |

| Al Khor 9 maggio 2013, ore 16:00 | Al-Khor | 2 – 1 referto | Al-Kharitiyath | Al-Khawr Stadium |

### Finale
| Squadra 1 | Totale | Squadra 2 | Andata | Ritorno |
| --------- | ------ | --------- | ------ | ------- |
| Baniyas   | 3-1    | Al-Khor   | 1-1    | 2-0     |

#### Andata
| Al Khor 17 maggio 2013, ore 16:00                              | Al-Khor   | 1 – 1       | Baniyas | Al-Khawr Stadium |
| \| \| \| \| \| Bruno Mineiro 9’ \| Marcatori \| 69’ Senghor \| |           |             |         |                  |
|                                                                |           |             |         |                  |
| Bruno Mineiro 9’                                               | Marcatori | 69’ Senghor |         |                  |

#### Ritorno
| Abu Dhabi 23 maggio 2013, ore 16:00                         | Baniyas   | 2 – 0 | Al-Khor | Baniyas Stadium |
| \| \| \| \| \| Aboutrika 26’ Mubarak 80’ \| Marcatori \| \| |           |       |         |                 |
|                                                             |           |       |         |                 |
| Aboutrika 26’ Mubarak 80’                                   | Marcatori |       |         |                 |